# Серго-Ивановская (платформа)
Се́рго-Ива́новская — остановочный пункт Смоленского (Белорусского) направления Московской железной дороги в селе Серго-Ивановском Гагаринского района Смоленской области.  Не оборудована турникетами. Поезда дальнего следования на платформе не останавливаются.
Расстояние до Москвы — 198 км, прямого сообщения нет, только с пересадкой в Бородино или Можайске. Ранее работали прямые электропоезда от/до Москвы.

## История
Открыта в 1870 году.

## Поезда
На платформе останавливаются 3 пары поездов Бородино — Вязьма и две пары поездов Можайск — Вязьма. Ранее была станцией и была открыта для грузовой работы.